# Kapelle St. Margarethen

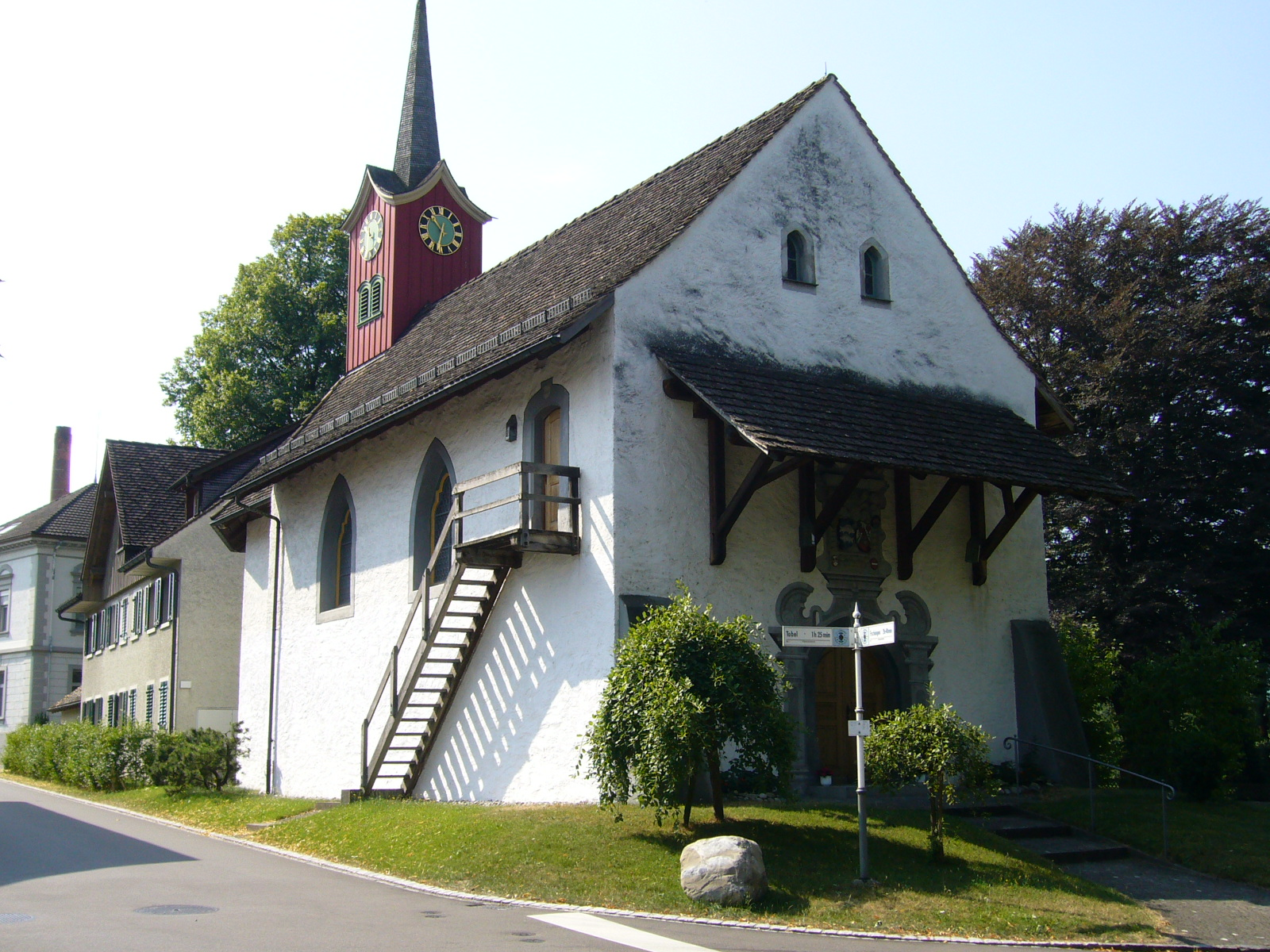
Pilgerkapelle St. Margarethen

Die spätgotische Kapelle St. Margarethen liegt im gleichnamigen Ortsteil in der Gemeinde Münchwilen im Kanton Thurgau. Die Kapelle wurde im 1642 geweiht und von den Jakobspilgern auf dem Schwabenweg besucht.

## Vorgängerbau
Schon im Mittelalter stand in der Nähe eine Vorgängerkapelle, die Heinrich und Lütold von Griesenberg 1316 dem Kloster Fischingen vergabte, welches so in den Besitz der Patronats- und Vogteirechte kam. Es wird vermutet, dass sie am Krebsbach oder am Trungenbach gestanden hat. 1616 verkaufte der Abt von Fischingen die Kapelle, doch dies war auch im Konvent und in St. Margarethen sehr umstritten, so dass der Abt Placidus Brunschwiler nach 1632 die Kapelle wieder erwarb. Bald darauf liess er sie jedoch für einen Neubau abbrechen.

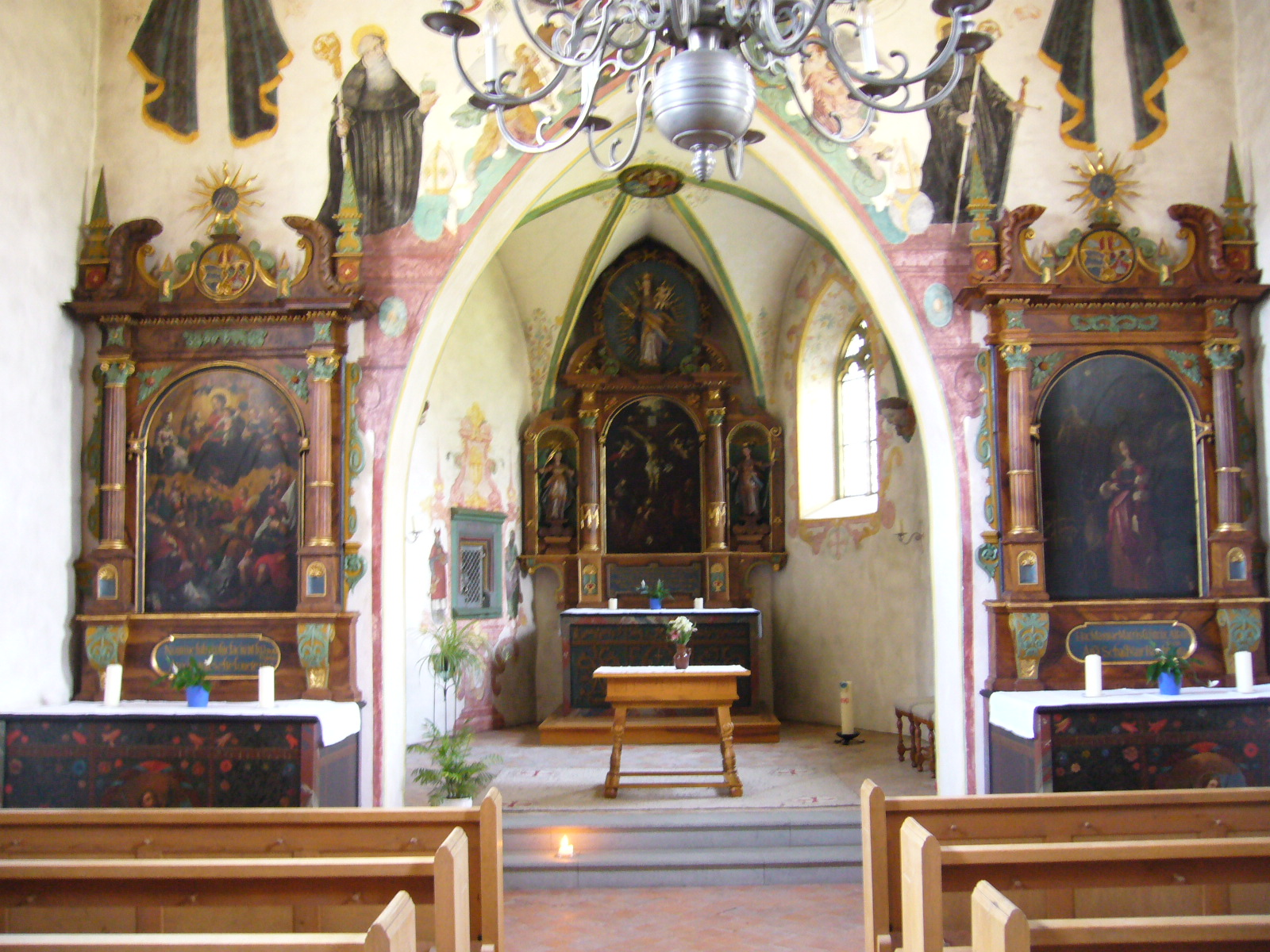
Innenansicht

## Die heutige Kapelle
Abt Placidus errichtete während der Gegenreformation an der heutigen Stelle einen Neubau, der am 26. September 1642 von Konstanzer Bischof Franz Johann von Prassberg geweiht wurde.
Die Kapelle ist in der Übergangszeit von der Gotik zur Renaissance erbaut. Der Baukörper besteht aus einem längsrechteckigen Schiff von 8,5 × 12,5 Meter und einem kleinen Chor von 6,5 × 6,75 Metern. Auf dem gemeinsamen Dach sitzt ein verbretterter Dachreiter in Biedermeierform.
Der Besucher tritt zuerst in die von der 1986 rekonstruierten Empore überdachten Pilgervorhalle, an deren Wände man noch heute eine Fülle von Namenszügen, Monogrammen, Signeten und Jahreszahlen sieht, die von Pilgern der vergangenen Jahrhunderte hinterlassen wurden. Dann folgt das Laienschiff, gefolgt vom durch den leicht spitzbogigen Chorbogen abgetrennten Altarhaus mit dem Hochaltar.
Der linke Seitenaltar ist den Vierzehn Nothelfern, der rechte der heiligen Idda geweiht.
Die Pilgerkapelle ist ein typisches Beispiel der im Bodenseeraum weitverbreiteten und bis zur Mitte des 17. Jahrhunderts weiterlebende Nachgotik. Typisch für diese Epoche ist auch die kräftige und auf wenige Farben beschränkte Ausmalung der Kapelle.